# شیلین وودلی
شیلین دایان وودلی (انگلیسی: Shailene Diann Woodley؛ زادهٔ ۱۵ نوامبر ۱۹۹۱) بازیگر و کنشگر آمریکایی است. او در سن برناردینو، کالیفرنیا به دنیا آمد و در سیمی ولی، کالیفرنیا بزرگ شد. وودلی مدلینگ را در چهار سالگی آغاز کرد و سپس به‌طور حرفه‌ای در نقش‌های کوتاه تلویزیون ایفای نقش کرد. او برای ایفای نقش مجموعهٔ درام زندگی مخفی نوجوان آمریکایی (۲۰۰۸–۲۰۱۳) به شهرت رسید.
نخستین تجربه ایفای نقش سینمایی وودلی در فیلم زادگان (۲۰۱۱) و سپس برای ایفای نقش در فیلم ژانر بلوغ اکنون شگفت‌انگیز (۲۰۱۳) یکی از بازیگران برجسته شد. او برای زادگان برندهٔ جایزه شوپارد و نامزد جایزه گلدن گلوب بهترین بازیگر نقش مکمل زن شد و برای اکنون شگفت‌انگیز برندهٔ جایزه ویژه هیئت داوران جشنواره فیلم ساندنس شد. او برای بازی در نقش نوجوان مبتلا به سرطان در درام عاشقانه بخت پریشان (۲۰۱۴) و بئاتریس پریور در سه‌گانهٔ علمی تخیلی مجموعه سنت‌شکن (۲۰۱۴–۲۰۱۶) به شهرت بیشتری دست یافت. وودلی از سال ۲۰۱۷ تا ۲۰۱۹ نقش قربانی تجاوز جنسی را در مجموعه درام دروغ‌های کوچک بزرگ از شبکهٔ اچ‌بی‌او را ایفا کرد که برایش نامزد دریافت جایزه امی ساعات پربیننده و گلدن گلوب شد. او در سال ۲۰۲۱ در فیلم‌های درام موریتانی و فال‌اوت ایفای نقش کرد که با تحسین منتقدان همراه بودند.
وودلی همچنین یک فعال محیط زیست است و به عنوان عضو هیئت مدیره کمیته اقدامات سیاسی انقلاب ما فعالیت کرده‌است.

## اوایل زندگی
شیلین وودلی در سیمی ولی، کالیفرنیا بزرگ شد. هر دو والدین او روانشناس هستند. مادرش، لوری (با نام خانوادگی ویکتور)، یک مشاور مدرسه راهنمایی است و پدرش، لونی، یک مدیر مدرسه سابق و خانواده‌درمانگر است. شیلین یک برادر کوچک‌تر به نام تَنِر دارد. والدین او زمانی که او ۱۴ سال داشت از هم جدا شدند.
شیلین وودلی توسط یک کارگزار در حالی کشف شد که در یک کلاس تئاتر محلی شرکت می‌کرد، که بخشی از یک برنامه ۷۰۰ دلاری بود که او از والدینش درخواست کرده بود تا او را در آن ثبت‌نام کنند، پس از این‌که پسرعمویش را به یک کلاس تئاتر در زادگاهش همراهی کرده بود. در سن پنج سالگی، او شروع به کار در تبلیغات تجاری کرد، از جمله تبلیغات برای لیپ‌فروگ، هرتز و یک مینی‌ون هوندا، و در بیش از شصت تبلیغ تلویزیونی قبل از یازده سالگی ظاهر شد. او به هالیوود ریپورتر گفت که والدینش تنها در صورتی موافقت کردند که او به‌صورت حرفه‌ای کار کند که او قول دهد سه قانون را رعایت کند: «باید همان فردی بمانم که آن‌ها می‌شناختند؛ از کارم لذت ببرم؛ و در مدرسه خوب عمل کنم». وودلی یک دانش‌آموز ممتاز با معدل ۴٫۰ بود که در کلاس‌های پیشرفته (AP) شرکت می‌کرد و از دبیرستان سیمی ولی فارغ‌التحصیل شد. او برای این‌که بتواند هم‌زمان با بازی در یک سریال تلویزیونی ای‌بی‌سی فمیلی، که در میانه سال سوم دبیرستانش آن را دریافت کرده بود، با کلاس خود فارغ‌التحصیل شود، یک معلم هفته‌ای یک بار به خانه‌اش می‌آمد و تمام تکالیف مدرسه‌ای که او از دست داده بود را به او می‌داد، که او آن‌ها را در خانه یا در تریلر خود در بین فیلم‌برداری انجام می‌داد. او به فکر تحصیل در رشته طراحی داخلی در دانشگاه نیویورک بود، اما هرگز فرصت این کار را پیدا نکرد، زیرا حرفه بازیگری او پس از این‌که در سریال زندگی پنهان یک نوجوان آمریکایی بازی کرد، پررنگ‌تر شد. در طول یک وقفه از سریال تلویزیونی‌اش، وودلی در آمریکن اپارل در نیویورک مشغول به کار شد. دو روز پس از شروع کار جدید، او تماسی برای ملاقات با کارگردان الکساندر پین دریافت کرد و پس از دو ماه، مجبور شد کارش را ترک کند تا در فیلم بازماندگان بازی کند. او همچنین در کلاس‌های بازیگری آنتونی مایندل شرکت کرد.
در سن پانزده سالگی، او مبتلا به اسکولیوز تشخیص داده شد و به مدت دو سال از یک بریس پلاستیکی از قفسه سینه تا باسن استفاده کرد. وودلی به آس ویکلی گفت: «مثل این است که ۱۸ ساعت در روز یک کرست پلاستیکی زشت و ناخوشایند بپوشی. در ابتدا، خوردن یا نفس کشیدن سخت بود. و من مجبور شدم دویدن در طبیعت را کنار بگذارم. اما برای تنظیم مجدد ستون فقراتم به آن نیاز داشتم». این وضعیت بر کار او در صحنه‌های فیلم‌برداری تأثیری نداشت، زیرا او «فقط بریس را در زمان فیلم‌برداری درمی‌آورد و در زمان استراحت دوباره می‌پوشید».

## فعالیت حرفه‌ای

### ۱۹۹۹–۲۰۱۰: آغاز فعالیت حرفه‌ای

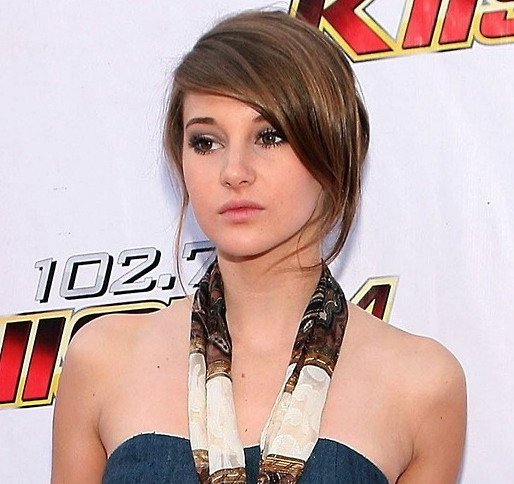
وودلی در مراسم وانگو تانگو در لس‌آنجلس، سپتامبر ۲۰۰۹

وودلی فعالیت بازیگری خود را در سال ۱۹۹۹ با نقشی کوتاه در فیلم تلویزیونی پدر جایگزین آغاز کرد. او سپس در نقشهای فرعی سریالهایی مانند ناحیه و عبور از اردن ظاهر شد (در سریال اخیر، او نسخهٔ ۱۰ سالهٔ شخصیت اصلی جیل هنسی را بازی کرد). پس از آن، او نقش اصلی فیلم تلویزیونی A Place Called Home (۲۰۰۴) را در قالب کالیفرنیا فورد ایفا کرد که برایش نامزدی جایزهٔ هنرمند جوان در بخش بهترین بازیگر جوان زن در فیلم تلویزیونی، مینی‌سریال یا ویژه‌برنامه به ارمغان آورد. او همچنین در ابتدا نقش کیتلین کوپر جوان را در او.سی بازی میکرد. او در فیلم تلویزیونی فلیسیتی: ماجراجویی یک دختر آمریکایی (۲۰۰۵) در نقش شخصیت اصلی فلیسیتی مریماَن ظاهر شد. این عملکردش نامزدی دیگری برای جایزهٔ هنرمند جوان در بخش بهترین اجرا در فیلم تلویزیونی، مینی‌سریال یا ویژه‌برنامه (کمدی یا درام) را برای او به همراه داشت. پس از آن، وودلی در نقشهای میهمان سریالهای مختلفی از جمله همه ریموند را دوست دارند، اسم من ارل است، سیاسآی: نیویورک، نزدیک به خانه و پرونده سرد ایفای نقش کرد.
وودلی در سریال شبکه اِی‌بی‌سی فمیلی با عنوان زندگی پنهانی نوجوان آمریکایی (۲۰۰۸–۲۰۱۳) در نقش شخصیت اصلی، اِیمی یورگِنز، بازی کرد. این سریال دربارهٔ یک دختر ۱۵ ساله است که متوجه بارداری خود می‌شود و تأثیر این موضوع بر خانواده، دوستان و خودش، همچنین زندگی در دبیرستان گرانت را بررسی میکند. کن تاکر از انتِرتِینمِنت ویکلی عملکرد او را ستود و نوشت: «این نقش، یک نمایش پراشکال اما جسورانه و خوش‌نیت را یک پله بالاتر میکشد.» این سریال که نزد مخاطبان محبوبیت داشت، در طول پنج فصل و ۱۲۱ قسمت، به یکی از پربیننده‌ترین برنامه‌های اِی‌بی‌سی فمیلی تبدیل شد.

### ۲۰۱۱–۲۰۱۴: آغاز فعالیت سینمایی و موفقیت چشمگیر
در سال ۲۰۱۱، وودلی اولین حضور سینمایی خود را در فیلم بازماندگان ساختهٔ الکساندر پین تجربه کرد. او در این فیلم نقش الکس، دختر بزرگ مشکل‌دار مت کینگ (با بازی جورج کلونی) را ایفا کرد. عملکرد او نقدهای مثبتی از سوی منتقدان دریافت کرد. اِی. اُ. اسکات از نیویورک تایمز نوشت: «خانم وودلی یکی از قویترین، باهوشترین و باورپذیرترین بازیهای نوجوانانه را در سالهای اخیر ارائه کرده است.» پیتر دبروژ از ورایتی نیز گفت که عملکرد او «یک کشف بزرگ» است و «در نقش الکس، او هم لبه و هم عمق مورد نیاز نقش را نشان میدهد.» پس از تحسینهای فراوان برای عملکردش، وودلی نامزدی گلدن گلوب در بخش بهترین بازیگر نقش مکمل زن – فیلم سینمایی را دریافت کرد و برندهٔ جایزهٔ اسپیریت بهترین بازیگر نقش مکمل زن شد. در نتیجه، او در سال ۲۰۱۲ جایزهٔ تروفه شوپار را در جشنواره فیلم کن دریافت کرد و جایزهٔ Virtuoso Award را در جشنواره بینالمللی فیلم سانتا باربارا کسب کرد. مجلهٔ پیپل او را به عنوان یکی از «زیباترین افراد در هر سنی» در سال ۲۰۱۲ معرفی کرد. وودلی همچنین به عنوان یکی از ۵۵ چهرهٔ آینده‌ساز در شمارهٔ «هالیوود جوان» مجلهٔ نایلون معرفی شد. او همچنین جایزهٔ Emerging Star Spotlight Award را در بیستمین مراسم سالانهٔ اِل با عنوان «زنان در هالیوود» دریافت کرد.
وودلی در اقتباس سینمایی رمان تیم تارپ با عنوان اکنون شگفت‌انگیز در نقش ایمی فینکی، یک نوجوان معصوم و کتابخوان، بازی کرد که با ساتر کیلی (با بازی مایلز تلر)، یک دانش‌آموز خوش‌مشرب و آزاد، رابطهٔ عاشقانه برقرار میکند. این فیلم در ۱۸ ژانویه ۲۰۱۳ در جشنواره ساندنس به نمایش درآمد. بازی او در نقش ایمی تحسینهای زیادی را برانگیخت؛ بتسی شارکی از لس‌آنجلس تایمز گفت که وودلی و تلر «چهرهای اصیل از اعتماد به نفس و پرسش، بی‌تفاوتی و نیاز، درد و انکار، دوستی و عشق اول را به نمایش میگذارند»، در حالی که منتقد دیگری از گاردین گفت که آنها «بازیهای فوق‌العاده قوی» ارائه کردند که «عمق احساساتی را نشان میدهد که در سادگی و صداقت خود نفسگیر است.» علاوه بر این، وودلی همراه با تلر، جایزهٔ ویژهٔ هیئت داوران برای بازیگری را در جشنواره فیلم ساندنس ۲۰۱۳ دریافت کرد و نامزد جایزهٔ اسپیریت بهترین بازیگر نقش اول زن شد.

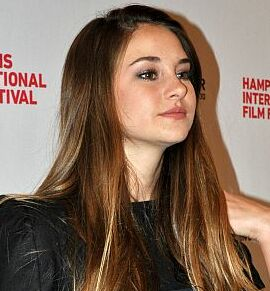
وودلی در نوزدهمین دورهٔ جشنواره بینالمللی فیلم همپتون در ساگاپوناک، نیویورک در اکتبر ۲۰۱۱

در اکتبر ۲۰۱۲، به وودلی نقش مری جین واتسون در شگفت‌انگیز: مرد عنکبوتی ۲ پیشنهاد شد. اما در ۱۹ ژوئن ۲۰۱۳، او از فیلم حذف شد. مارک وب، کارگردان فیلم، به هالیوود ریپورتر گفت که این حذف «یک تصمیم خلاقانه برای ساده‌سازی داستان و تمرکز بر رابطهٔ پیتر و گوین بود» و افزود که همه از همکاری با وودلی لذت بردند. او همچنین برای بازی در فیلم پرنده سفید در طوفان به کارگردانی گرگ آراکی انتخاب شده بود. اگرچه فیلمبرداری در اکتبر ۲۰۱۲ انجام شد، اما این فیلم تا ۲۰ ژانویه ۲۰۱۴ در جشنواره فیلم ساندنس اکران نشد و سپس در ۲۴ اکتبر ۲۰۱۴ به صورت گسترده اکران شد که نقدهای متفاوتی دریافت کرد. در این فیلم، او نقش کاترینا "کت" کانرز، نوجوانی را بازی میکند که زندگیاش پس از ناپدید شدن مادرش دچار آشفتگی میشود. منتقد مویرا مکدونالد از او تقدیر کرد و گفت: «بازی وودلی در نقش کت آرام، طبیعی و کاملاً بدون تأثیر است؛ همانطور که در هر نقشی، او شخصیت را با صدای خشن و نگاه ثابت خود مال خود میکند.»
در سال ۲۰۱۴، وودلی در نقش بئاتریس "تریس" پریور در فیلم واگرا، اقتباسی از رمان پرفروش جوانان ورونیکا راث با همین نام، بازی کرد. این فیلم اولین قسمت از مجموعهٔ واگرا بود. وودلی اولین و تنها بازیگری بود که برای نقش تریس در نظر گرفته شد. برای آماده‌سازی این نقش، وودلی سه تا پنج روز در هفته و به مدت چهار هفته در شیکاگو تمرین کرد. او جلسات تمرین مبارزه، تمرین اسلحه و تمرین چاقو را با گارت وارن، هماهنگ‌کنندهٔ بدلکاری انجام داد. این فیلم که در یک دیستوپیا و پساآخرالزمانی در شیکاگو اتفاق میافتد، نقدهای متفاوتی دریافت کرد، اما بازی وودلی در نقش تریس با استقبال مثبتی روبرو شد؛ سام آلارد از اورلاندو ویکلی گفت: «با بازی او در نقش تریس پریور در 'واگرا'، وودلی فیلمی را که میتوانست یک فاجعه باشد نجات داد و حتی آن را ارتقا داد.» واگرا در هفتهٔ اول اکران خود به رتبهٔ اول باکس آفیس رسید و یک موفقیت مالی بود. وودلی جایزهٔ ستارهٔ زن فردای سینما را در سینمکون ۲۰۱۴ دریافت کرد.
همچنین در سال ۲۰۱۴، وودلی در نقش هیزل گریس لنکستر در فیلم خطای ستارگان بخت ما، اقتباسی از رمان جان گرین با همین نام، بازی کرد. او نقش یک بیمار سرطانی ۱۶ ساله را بازی کرد که با آگوستوس واترز (با بازی آنزل الگورت، که در مجموعهٔ واگرا نیز برادرش را بازی میکرد)، یک نوجوان مبتلا به سرطان از گروه حمایتی خود، آشنا میشود و عاشق او میشود. گرین در توییتر دربارهٔ وودلی نوشت: «بازیگران فوق‌العاده‌ای برای نقش هیزل تست دادند، اما عشق شیلین به کتاب و درکش از هیزل من را شگفت‌زده کرد.» این فیلم یک موفقیت بزرگ بود و بیش از ۳۰۷ میلیون دلار در سراسر جهان فروش کرد. بازی وودلی تحسین منتقدان را برانگیخت؛ پیتر تراورز در رولینگ استون او را «یک بازیگر فوق‌العاده با رزومه‌ای که تقریباً ثابت میکند او قادر به انجام هیچ حرکت اشتباهی در مقابل دوربین نیست» نامید، و ریچارد روپر از شیکاگو سان-تایمز بازی او در نقش هیزل را شایستهٔ اسکار دانست و افزود: «او به‌یادماندنی است». در ۱۴ نوامبر ۲۰۱۴، او جایزهٔ جایزهٔ هالیوود برای بهترین عملکرد بریک‌آوت زن را برای بازی در نقش هیزل دریافت کرد.
با توجه به موفقیت چشمگیر او و ادامهٔ پیشرفتهایش از زمان اولین حضور سینمایی‌اش، وودلی در سال ۲۰۱۵ نامزد جایزهٔ ستارهٔ نوظهور بفتا شد.

### ۲۰۱۵–۲۰۱۹: وقفه و نقش‌های پخته‌تر

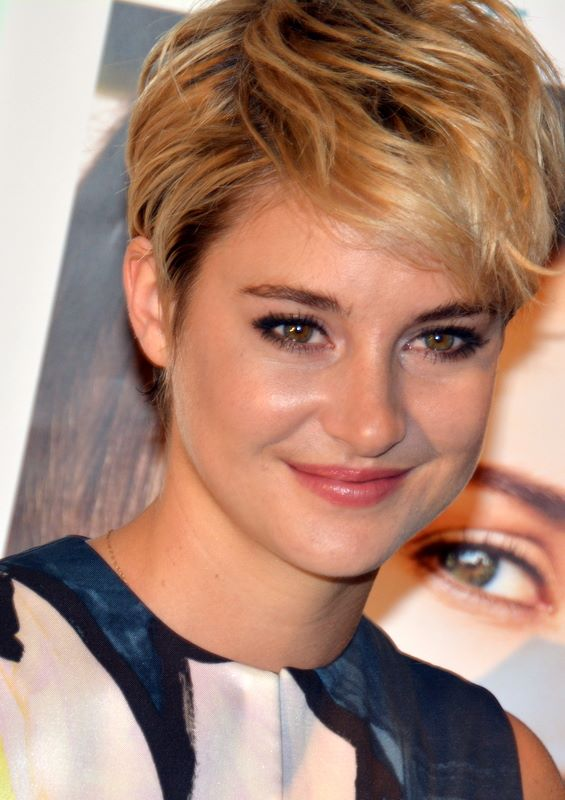
وودلی در اکتبر ۲۰۱۴ در جشنوارهٔ فیلم پاریس برای اکران فیلم پرنده سفید در طوفان

در سال ۲۰۱۵، وودلی نقش تریس را در واگرا: شورشیان، دومین قسمت از مجموعهٔ واگرا، تکرار کرد. عملکرد او بار دیگر مورد تحسین منتقدان قرار گرفت و دانیل ام. کیمل از نیو انگلند موویز ویکلی نوشت: «وودلی در اینجا مانند سایر کارهایش عملکردی محکم دارد و همچنان کسی است که باید مراقبش بود.» با وجود استقبال انتقادی منفی‌تر نسبت به فیلم قبلی، شورشیان از نظر تجاری موفق بود و در اولین اکران جهانی خود نزدیک به ۱۰۰ میلیون دلار فروش کرد و در مجموع ۲۹۵٫۲ میلیون دلار در سراسر جهان فروش داشت. او همچنین نقش خود را در فیلم ماقبل آخر این مجموعه، واگرا: وفادار (۲۰۱۶)، تکرار کرد. با این حال، این فیلم نقدهای ضعیفی از سوی منتقدان دریافت کرد و یک شکست تجاری بود. لاینزگیت قصد داشت آخرین فیلم این مجموعه با نام صعودکننده را برای تلویزیون بسازد، اما وودلی اعلام کرد که در آن حضور نخواهد داشت. وودلی در مصاحبه‌ای با ام‌تی‌وی توضیح داد که قصد داشته در آخرین قسمت واگرا بازی کند، اما می‌خواست پایان درست آن را ببیند و از نظر او، این به معنای به پایان رساندن کاری بود که او، بازیگران و تیم تولید از ابتدا قصد انجامش را داشتند و آن ساخت صعودکننده به عنوان یک فیلم سینمایی کامل بود. او افزود: «من می‌خواهم به همه کسانی که به شخصیت تریس اعتقاد دارند، همان‌طور که من به این شخصیت اعتقاد دارم، عدالت کنم».
او در ادامه در کنار جوزف گوردون-لویت در فیلم زندگینامه‌ای و مهیج اسنودن (۲۰۱۶) به کارگردانی الیور استون بازی کرد، که در آن گوردون-لویت نقش ادوارد اسنودن و وودلی نقش لیندسی میلز، دوست‌دختر اسنودن را بازی کردند. این فیلم در جشنواره بین‌المللی فیلم تورنتو به نمایش درآمد. اوون گلیبرمن در نقد خود نوشت که وودلی «اجرایی نفس‌گیر ارائه می‌دهد: با پیشرفت فیلم، او لیندسی را هم حمایت‌گر و هم خودخواه، هم عاشق و هم مضطرب نشان می‌دهد.»
از سال ۲۰۱۵، وودلی تقریباً یک سال از فیلم‌سازی فاصله گرفت و حتی به ترک بازیگری فکر کرد. او در مصاحبه‌ای بعدی گفت که «به دیواری در بازیگری برخورد کرده بود» و «احساس می‌کرد وقت آن است که کار متفاوتی انجام دهد». اما در نهایت از طریق دروغ‌های کوچک بزرگ دوباره عاشق بازیگری شد. در سال ۲۰۱۷، وودلی در نقش یک بازمانده از تجاوز جنسی، در کنار نیکول کیدمن و ریس ویترسپون، در مجموعه‌درام تحسین‌شدهٔ اچ‌بی‌او با عنوان دروغ‌های کوچک بزرگ به کارگردانی ژان-مارک واله بازی کرد. سارا رنس از اسکوئر عملکرد وودلی را «کم‌تقدیرشده» خواند و گفت که او «پیچیدگی آرامی» به نقش آورد و افزود که «او واقع‌بینانه‌ترین شخصیت بود» و «رفتار آرام او که با فوران‌های ناگهانی و کوتاه قطع می‌شد، برای هر کسی که بیشتر از حرف زدن فکر می‌کند، بسیار واقعی به نظر می‌رسید». او برای این نقش نامزد جایزهٔ امی و گلدن گلوب بهترین بازیگر نقش مکمل زن در یک مجموعه‌تلویزیونی محدود یا فیلم تلویزیونی و بهترین عملکرد توسط یک بازیگر زن در یک نقش مکمل در یک مجموعه، مجموعه‌تلویزیونی محدود یا فیلم تلویزیونی شد. او نقش جین چپمن را برای فصل دوم در سال ۲۰۱۹ تکرار کرد.
او همچنین در فیلم زندگینامه‌ای سرگردان (۲۰۱۸) به کارگردانی بالتاسار کورماکور بازی و تهیه‌کنندگی کرد. وودلی در این فیلم قایقرانی یاد گرفت و نود درصد از صحنه‌ها را در اقیانوس آزاد نزدیک فیجی فیلمبرداری کرد. دانیل فاین‌گلد از دبلیو‌اس‌وی‌ان بازی او در نقش تامی اولدهام اشکرافت، یک دریانورد واقعی که پس از طوفان در دریا سرگردان شده بود، را «شایستهٔ اسکار» خواند. اوون گلیبرمن از ورایتی او را «یک بازیگر حسی» خواند و گفت که او «این استعداد را دارد که حس‌آمیزی را دراماتیک کند؛ در چهره‌اش شدت زیبایی وجود دارد که به شما اجازه می‌دهد چیزهایی را که نشان می‌دهد احساس کنید. این یک استعداد است، اما همچنین یک غریزه است». وودلی در سال ۲۰۱۸ جایزهٔ ستارهٔ نوظهور را در جشنواره فیلم دوویل دریافت کرد.
در سال ۲۰۱۹، وودلی در درام عاشقانه‌ای با عنوان پایان‌ها، آغازها در کنار سباستین استن، جیمی دورنان و متیو گری گابلر بازی کرد. این فیلم در جشنواره بین‌المللی فیلم تورنتو به نمایش درآمد و به عنوان فیلمی نیمه‌بداهه معرفی شد که بر اساس یک طرح ۸۰ صفحه‌ای ساخته شده بود. وودلی در این فیلم نقش دافنه را بازی کرد، شخصیتی معاصر که تلاش می‌کند از طریق خودشناسی زندگی خود را به مسیر درست هدایت کند. این فیلم با استقبال ضعیفی مواجه شد و اجماع منتقدان این بود که «پایان‌ها، آغازها بازی متعهدانهٔ بازیگران توانمندش را در داستانی بی‌هدف و بی‌ساختار دفن می‌کند». پیتر تراورز از رولینگ استون گفت که «این بازی‌ها هستند که فیلم را نجات می‌دهند و وودلی در هر صحنه سطح بازی را بالا می‌برد».

### ۲۰۲۱–اکنون: ادامه فعالیت‌های سینمایی و تلویزیونی

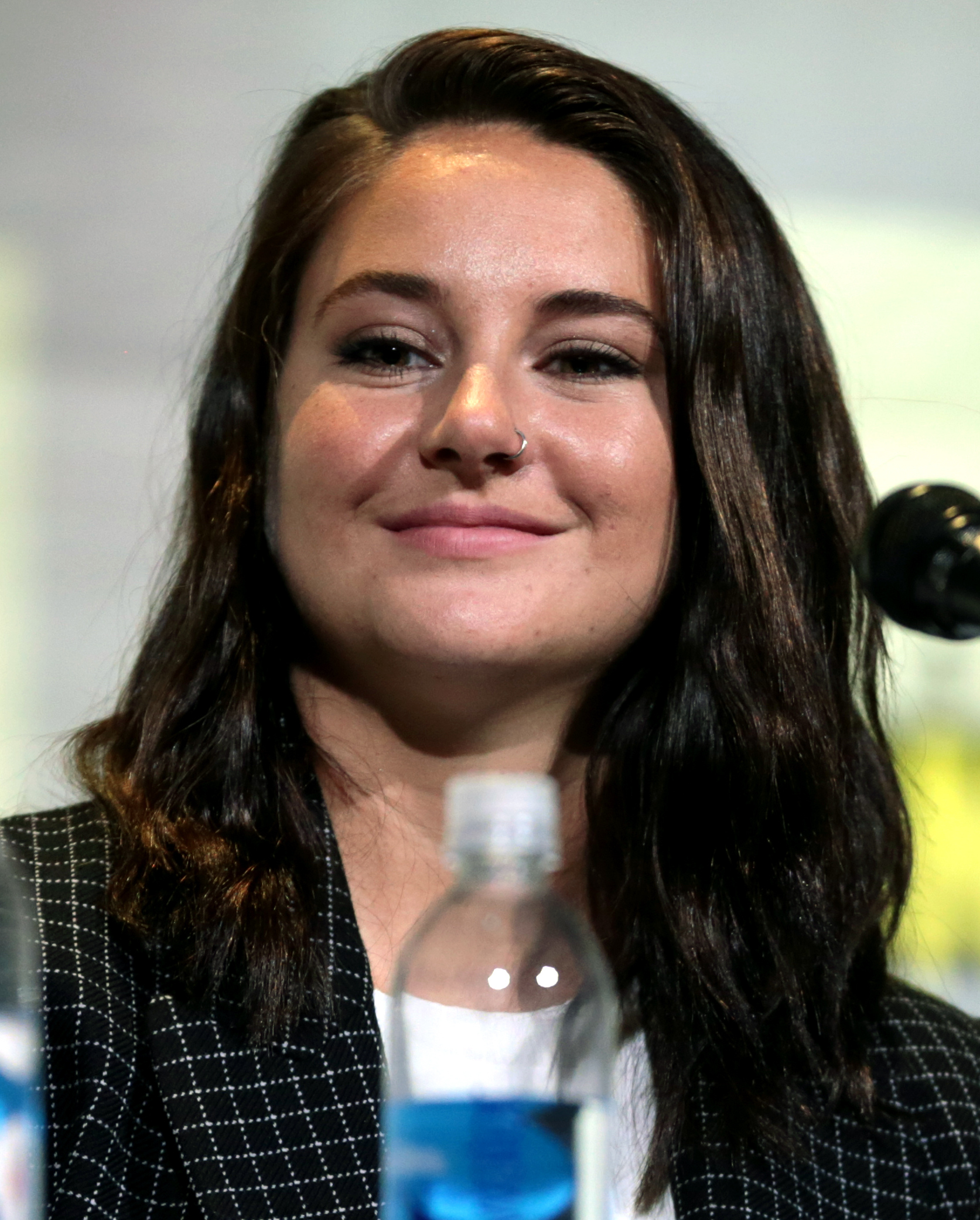
وودلی در حال سخنرانی در کمیک‌کان سن دیگو در سال ۲۰۱۶

در سال ۲۰۲۱، وودلی نقش مکملی در فیلم درام واقع‌گرایانهٔ کوین مک‌دونلد با عنوان موریتانیایی در کنار جودی فاستر، طاهر رحیم و بندیکت کامبربچ ایفا کرد. او در این فیلم نقش تری دانکن، دستیار جوان وکیل مدافع نانسی هولندر (با بازی فاستر) را بازی کرد. دیوید اهرلیش از ایندی‌وایر وودلی را «بیش از حد واجد شرایط برای نقشی توصیف کرد که از او چیزی بیش از لبخند زدن و عرق کردن نمی‌خواهد». او همچنین نقش کوچکی در فیلم تحسین‌شدهٔ عواقب داشت. این حضور به دلیل دوستی طولانی‌مدت او با کارگردان فیلم، مگان پارک، که در زندگی پنهانی نوجوان آمریکایی هم‌بازی او بود، انجام شد. او در ادامه در درام عاشقانه‌ای با عنوان آخرین نامه از معشوق تو در کنار فلیسیتی جونز بازی و تهیه‌کنندگی کرد. این فیلم بر اساس کتاب پرفروش جوژو مویز ساخته شد. او در این فیلم نقش جنیفر استرلینگ، زنی متأهل در دههٔ ۱۹۶۰ را بازی کرد که درگیر یک رابطه عاشقانه ممنوعه می‌شود و در نهایت جایگاه خود در جامعه و کسی که واقعاً دوست دارد را کشف می‌کند. سوفی کافمن از تایم‌اوت گفت: «وودلی به عنوان یک بازیگر چنان شدت خامی دارد که هر عنصر خسته‌کننده‌ای از یک تولید فیلم را تحت‌الشعاع قرار می‌دهد، همان‌طور که ابریشم پلی‌استر را تحت‌الشعاع قرار می‌دهد».
در سال ۲۰۲۳، وودلی در فیلم مهیج جنایی برای گرفتن یک قاتل بازی و تهیه‌کنندگی کرد. این فیلم که اولین کار انگلیسی‌زبان فیلمساز آرژانتینی دامیان زیفرون به عنوان کارگردان و نویسنده مشترک بود، حول محور شخصیت النور فالکو، پلیسی بااستعداد اما مشکل‌دار (با بازی وودلی) می‌چرخد که توسط اف‌بی‌آی برای کمک به پروفایل‌سازی و تعقیب یک قاتل زنجیره‌ای استخدام می‌شود. رکس رید از آبزرور گفت: «وودلی این نقش را در آستانهٔ خستگی ذهنی و جسمی بازی می‌کند، درد را از چشمانش می‌مالد و به هر صحنه چیزی اضافه می‌کند» و افزود که او «یک برگ دیگر به رزومهٔ چشمگیر خود اضافه می‌کند». او در ادامه در کنار جک وایت‌هال در کمدی علمی‌تخیلی ربات‌ها بازی کرد که اولین کار کارگردانی دوگانهٔ نویسندگی آنتونی هاینز و کاسپر کریستنسن بود. این فیلم که بر اساس داستان کوتاه رباتی که شبیه من بود نوشتهٔ رابرت شکلی در سال ۱۹۷۳ ساخته شده، داستان مردی هرزه‌گرا به نام چارلز (وایت‌هال) و زنی طلاگیر به نام ایلین (وودلی) را روایت می‌کند که وقتی مجبور می‌شوند با هم همکاری کنند و ربات‌های دوقلوی خود را که عاشق هم شده‌اند و فرار کرده‌اند تعقیب کنند، انسانیت را یاد می‌گیرند. وودلی به کالیدر گفت که چیزی که او را به پذیرش نقش ایلین ترغیب کرد «فرصت انجام یک کمدی برای اولین بار بود. اما در زیر تمام آن کمدی، یک پیام زیبا از عشق وجود داشت». او سپس در فیلم پول احمقانه ساختهٔ کریگ گیلسپی ظاهر شد. او نقش لینا لاردی، معشوقهٔ بنیان‌گذار فراری، انزو فراری، را در فیلم زندگینامه‌ای فراری ساختهٔ مایکل مان بازی کرد.
وودلی در نقش نسخهٔ داستانی‌شدهٔ نویسنده لیزا تادئو در مجموعه‌درام سه زن (۲۰۲۴) بازی کرد. این مجموعه بر اساس کتاب غیرداستانی تادئو با همین نام ساخته شده است. او سپس در فیلم مهیج مرموز گرمای کشنده (۲۰۲۴) به کارگردانی فیلیپ لاکوت در کنار جوزف گوردون-لویت و ریچارد مادن بازی کرد. این فیلم در کرت، یونان اتفاق می‌افتد.

## فیلم‌شناسی

### سینما
| سال  | عنوان                            |
| ---- | -------------------------------- |
| ۲۰۰۵ | فلیسیتی: ماجراجویی دختر آمریکایی |
| ۲۰۰۷ | پول                              |
| ۲۰۱۱ | زادگان                           |
| ۲۰۱۳ | اکنون شگفت‌انگیز                  |
| ۲۰۱۴ | پرنده سفید در یک کولاک           |
| ۲۰۱۴ | سنت‌شکن                           |
| ۲۰۱۴ | بخت پریشان                       |
| ۲۰۱۴ | ۹ بوسه                           |
| ۲۰۱۴ | مرد عنکبوتی شگفت‌انگیز ۲          |
| ۲۰۱۵ | سنت‌شکن: شورشی                    |
| ۲۰۱۶ | مجموعه سنت‌شکن: هم‌پیمان           |
| ۲۰۱۶ | اسنودن                           |
| ۲۰۱۸ | شناور                            |
| ۲۰۱۹ | پایان‌ها، آغازها                  |
| ۲۰۲۱ | موریتانی                         |
| ۲۰۲۱ | فال‌اوت                           |
| ۲۰۲۱ | آخرین نامه از معشوقه شما         |
| ۲۰۲۲ | انسان‌گریز                        |
| ۲۰۲۳ | گرفتن قاتل                       |
| ۲۰۲۳ | ربات‌ها                           |
| ۲۰۲۳ | فراری                            |
| ۲۰۲۳ | پول احمقانه                      |
| ۲۰۲۴ | گرمای کشنده                      |

### تلویزیون
| سال       | عنوان                      |
| --------- | -------------------------- |
| ۱۹۹۹      | جایگزینی پدر               |
| ۲۰۰۱–۲۰۰۳ | منطقه                      |
| ۲۰۰۱–۲۰۰۴ | عبور از اردن               |
| ۲۰۰۳      | بدون هیچ ردی               |
| ۲۰۰۳–۲۰۰۴ | The O.C.                   |
| ۲۰۰۴      | همه ریموند را دوست دارند   |
| ۲۰۰۴      | جایی که خانه نامیده می‌شد   |
| ۲۰۰۴–۲۰۰۵ | جک و بابی                  |
| ۲۰۰۵      | روزی روزگاری یک تشک        |
| ۲۰۰۶      | نام من ارل است             |
| ۲۰۰۷      | سی‌اس‌آی: نیویورک            |
| ۲۰۰۷      | کلوز د هوم                 |
| ۲۰۰۷      | پرونده سرد                 |
| ۲۰۰۷      | رویکرد نهایی               |
| ۲۰۰۸–۲۰۱۳ | زندگی مخفی نوجوان آمریکایی |
| ۲۰۱۷–۲۰۱۹ | دروغ‌های کوچک بزرگ          |